# Ignaz von Rundhart
Ignaz von Rundhart (11 de Março de 1790 —  11 de Maio de 1838) foi um político da Grécia. Ocupou o cargo de primeiro-ministro da Grécia entre 14 de Fevereiro de 1837 a 20 de Dezembro de 1837.